# 타티야나 카잔키나

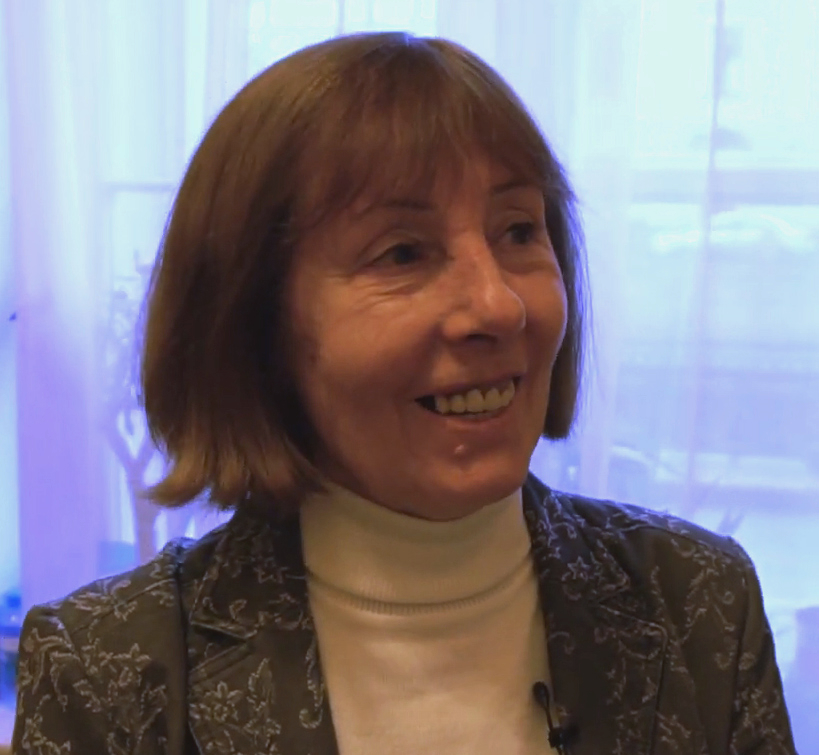
2019

타티야나 바실리예브나 카잔키나(러시아어: Татьяна Васильевна Казанкина, 1951년 12월 17일 ~ )는 전 소비에트 연방의 중거리 육상 선수로, 7개의 세계 기록을 세운 하계 올림픽 3관왕이다.
사라토프주 페트로프스크에서 태어나 VSS 부레베스트니크 클럽을 위해 출전한 카잔키나는 1976년 몬트리올 올림픽이 열리기 1달 전에 1500m를 4분 아래 달린 첫 여성 선수가 되었으며, 3분 56.0초로 류드밀라 브라기나의 세계 기록을 5.4초 차이로 깼다.
몬트리올 올림픽에서 1500m와 800m 양 종목의 금메달을 획득하고, 4년 후 모스크바 올림픽에서 1500m를 3분 52.47초로 달려 2연승을 한 카잔키나는 파보 누르미보다 그 거리를 더 빨리 달린 첫 여성 선수가 되었다. 그 기록은 13년 동안 세계 기록에 서 있었고, 유럽 기록으로 남아있다.
파리에서 1500m 경주를 3분 58.63초로 달려 우승한 후, 마약 시험을 실행하는 데 거부한 이유로 18달 간의 출전 정지를 당하면서 1984년 9월에 그녀의 경력은 갑작스럽게 종결되고 말았다.
스포츠 성취를 떠나서 카잔키나는 자신의 과학적 업무들로 알려졌다. 1975년 레닌그라드 주립 대학교에서 경제학부를 졸업하였다. 후에 레스가프트 체육 연구소에서 교육학 이학 학위를 위하여 자신의 논문을 방어하였으며, 1997년까지 강사로 일하였다. 그녀는 20개 이상의 과학적 업무들의 저자이다.
2004년이 되어, 그녀는 상트페테르부르크에 살면서, 러시아 연방의 체육 문화와 관광 주립 위원회에서 일하였다.